# Герб Кении
Герб Кении — официальный символ государства, утверждённый в 1963 году.

## Описание
Герб представляет собой щит, пересечённый на чернь, червлень и зелень; поверх всего два узких серебряных пояса; в червлени серебряный петух, в правой лапе держащий топор того же металла. Позади щита два червлёных перекрещенных копья. Щит поддерживают два золотых противопоставленных восстающих льва с червлёным вооружением и языком, стоящие на основании в виде горы с червлёными, серебряными и золотыми растениями. Внизу червлёная лента с серебряным девизом Harambee.

## Символика
Щит выполнен в форме масайского щита и окрашен в цвета национального флага: чёрный представляет народ Кении, зелёный — сельское хозяйство, природные ресурсы и богатство почв, красный — кровь, пролитую в ходе борьбы за свободу и независимость. Белые пояса символизируют стремление к единству и миру. Белый петух с топором, согласно местным обычаям, обозначает новую и благополучную жизнь.
Щит и львы стоят на горе Кения с примерами местной сельскохозяйственной продукции — кофе, пиретрум, сизаль, чай, кукуруза и ананасы. Кенийский девиз Harambee на суахили означает «воедино» или «все за одного». Это крик рыбаков, когда они тащат свои сети в направлении берега.